# Пардесия
Пардесия (ивр. פרדסיה‎) — местный совет в Центральном округе Израиля.
Расположен примерно в 28 км к северо-востоку от центра Тель-Авива и в 5 км к юго-востоку от города Нетания, на прибрежной равнине, на высоте 54 м над уровнем моря. Площадь совета составляет 1,273 км².

## История
В 1928 году земли Пардесии были приобретены сионистским активистом Жаном-Йоной Фишером, но долгое время оставались неиспользованными. В 1937 году Авраам Табиб из организации йеменских евреев позвал её членов, чтобы те основали на этих землях поселение. На место прибыли 20 семей и в 1938 году начали строительство деревни. Пардесия получила статус местного совета в 1952 году.

## Население
По данным Центрального статистического бюро Израиля, население на начало 2020 года составляло 5 930 человек.
Динамика численности населения по годам:
| 1961 | 1972 | 1983 | 1995 | 2005 | 2006 | 2009 | 2013 |
| ---- | ---- | ---- | ---- | ---- | ---- | ---- | ---- |
| 1652 | 864  | 744  | 3630 | 6100 | 6200 | 5481 | 5462 |

## Города-побратимы
- Фирзен, Германия[4]